# Hexatoma pleskei
Hexatoma pleskei là một loài ruồi trong họ Limoniidae. Chúng phân bố ở miền Cổ bắc.